# Новая Рудня (Гродненская область)
Новая Ру́дня (бел. Новая Ру́дня, пол. Nowa Rudnia) — хутор в Сморгонском районе Гродненской области Белоруссии.
Входит в состав Жодишковского сельсовета.
Расположен в северной части района на левобережьи реки Вилия. Расстояние до районного центра Сморгонь по дороге — около 12 км, до центра сельсовета агрогородка Жодишки по прямой — чуть более 7 км. Ближайшие населённые пункты — Гаравишки, Марковцы, Чёрный Бор.
Согласно переписи население Новой Рудни в 1999 году насчитывало 7 человек.
Название говорит о том, что в прошлом здесь было небольшое производство по добыче железной руды или выплавке из неё железа.
Через хутор проходит автомобильная дорога местного значения Н7968 Марковцы — Новая Рудня.
Хутор располагается непосредственно на территории ландшафтно-ботанического заказника «Голубые озёра».